# Amara Carmona Camacho
Amara Carmona Camacho (Madrid, 16 de maig de 1977) és una actriu espanyola d'ètnia gitana. És filla de Luis Carmona "El habichuela" cosina dels Carmona, membres del grup musical Ketama. Va debutar com a actriu el 1996 amb 18 anys a la pel·lícula Alma gitana de Chus Gutiérrez, amb la que fou nominada al Goya a la millor actriu revelació. Poc després va protagonitzar Cachito d'Enrique Urbizu amb Jorge Perugorría i Sancho Gracia. Després ha participat en petits papers a episodis de les sèries de televisió Compañeros (2000), Hospital Central (2002) i El comisario (2005).
El 2014 va participar en el telefilm L'últim ball de Carmen Amaya de Judith Colell Posteriorment ha aparegut en alguns episodis de Ciega a citas (2014) i Arde Madrid (2018).